# 에크로머멕스속
에크로머멕스속은 개미과에 속하는 개미의 한 속으로서, 가위개미의 일종이다. 여태까지 알려진 바로는 27개의 종이 에크로머멕스속에 속한다.

## 특징
에크로머멕스속의 모든 개미들은 에타속의 개미들과 마찬가지로 가위개미로서, 잎을 잘라서 곰팡이를 만들어 먹는 개미들 중 제법 진보한 속이다.
에크로머멕스속은 유전학적으로 가까운 에타속과 어느정도 구별하기 쉬운데, 에타속과는 달리 에크로머멕스속은 가슴의 등쪽에 4쌍의 돌기가 있으며 가슴의 표면이 더 거칠거칠하기 때문에 쉽게 구별할 수 있다.
성숙한 에크로머멕스속의 개미 군락은 8백만 이상의 개체가 소속되어있을 수 있으며, 대부분이 생식능력이 없는 일개미들이다. 에크로머멕스속 개미들은 일개미들끼리도 카스트가 있는데, 이 카스트는 주로 크기에 의해 결정된다. 카스트는 4개가 있는데 정원사개미(가장 작음2~3mm), 소형 일개미, 중형 일개미, 대형 일개미(머리 폭 6mm)가 있다. 이들 카스트는 각각 하는 일이 다른데, 예를 들어 대형 일개미들은 다른 군락과 전쟁을 하고, 중형 일개미들은 잎을 자르거나 잎을 썰며, 소형 일개미들은 잎조각들을 잘근잘근 씹어 펄프처럼 만든뒤 배설물과 섞고, 정원사개미는 여기에 버섯 포자를 얹거나 대형 일개미에 알을 까려고 달려드는 기생파리를 물리치는 역할을 한다. 그래도 에크로머멕스속은 에타속보다는 몸의 크기의 차이가 덜하다. 이렇든 높은 수준의 분화는 이들의 생태학적 성공에 도움이 되었다.
모든 가위개미가 하듯, 에크로머멕스속의 개미들 역시 일종의 버섯을 먹는데(이 버섯을 잎에 기른다) 이 버섯이 그들의 유일한 먹거리이며 어쩌다가 중형 일개미들이 잎을 자르다가 잎에서 나오는 수액을 먹기도 한다. 에크로머멕스속의 여왕개미들은 혼인비행을 할 때 이 버섯의 포자를 가져가는데, 나중에 혼인비행이 끝나고 날개가 분리되면 잎 몇개를 모아서 둥지를 짓고 모은 잎에 포자를 뿌려서 그것을 먹는다.